# 天使急便
『天使急便』（てんごくきゅうびん）は、塩谷瞬・安めぐみ・岡田浩暉主演のテレビドラマシリーズ。
2004年に「NETCINEMA.TV」にて「天国急便」が配信され、2008年には続編である「天使急便〜Reboot〜」が、TBS系列のBSデジタル放送「BS-i」で、毎週土曜日23:30-24:00に全6回放映された。

## ストーリー
松田勇気はバイク急便の配達の途中、交通事故に遭遇した子供を救い、生死の境を彷徨う。生と死の狭間で手に入れた「時の木の実」という、食べると通常の300倍のスピードで5分間だけ行動できる実をめぐって、松田、飯田、杉原の3名を中心に物語が繰り広げられる。

## キャスト
- 松田勇気 - 塩谷瞬
- 飯田めぐみ - 安めぐみ
- 杉原俊 - 岡田浩暉

### 『天国急便』
- 大河内奈々子
- パパイヤ鈴木

### 『天使急便〜Reboot〜』
- 山崎真実
- 風間トオル
- 今井雅之
- 松井絵里奈

## スタッフ
- 『天国急便』
  - 監督 - 明石知幸
  - 脚本 - 呑繁
  - 企画協力 - レッドライスメディウム、アイ・シー・エフ、ドリーム・ヴィジョン・ワークス
  - 製作協力 - フレッシュハーツ
  - 協賛 - バイク急便、コスモ石油
  - プロデューサー - 櫻井一葉、梶野友紀子
  - 企画・製作 - ブロードバンド・ピクチャーズ
- 『天使急便〜Reboot〜』
  - 監督 - 明石知幸
  - 監督補 - 佐高美智代
  - 脚本 - 呑繁
  - 企画 - 松井和彦
  - プロデューサー - 大槻かつみ、渡部裕子、大崎幹、杉野紘太郎、櫻井一葉、青木昌彦、大川修司、菅沼公明
  - 制作担当 - 三浦修、都築良和、梶野友紀子
  - 製作・著作 - 天使急便 Re:boot製作委員会、By-Qホールディングス、レッドライス、BS-i
  - 制作会社 - フレッシュハーツ
  - 主題歌 - eroica「Knows the pain」(M2Records)

## シリーズ
- 『天国急便』
  - 2004年、NETCINEMA.TVにてネットシネマ放映。
- 『天使急便〜Reboot〜』
  - 2008年10月11日からTBS系列のBSデジタル放送のBS-iにて毎週土曜日の23:30-24:00に全6回放映。